# جوديث إس. بيك
جوديث إس. بيك (بالإنجليزية: Judith S. Beck)‏ هي طبيبة نفسية وعالمة نفس أمريكية، ولدت في 5 مايو 1954 في الولايات المتحدة.